# Novák Ferenc (író)
Novák Ferenc (szlovénül Franc Novak, vendül Ferenc Novak) (Mezővár, 1791. december 7. – Bántornya, 1836. január 21.) magyarországi szlovén római katolikus pap, népdalgyűjtő és író.
A Muraszombathoz közeli Mezőváron (ma Tešanovci, Szlovénia) született kisnemesi családban, Novák János és Julianna gyermekeként. Papi pályája 1815. szeptember 10-i felszentelésével kezdődött. Először káplán volt tizenhat hónapi Belatincon, majd adminisztrátor a szülőhelyéhez közeli Martyánczon (Mártonhely) 1816. szeptemberében. 1817. márciusától lett Bántornya papja, mely tisztséget fiatalon bekövetkezett haláláig ellátott.
Rövid élete alatt gyűjtötte a régi Tótság vend népdalait, elsősorban a Bántornya vidékieket. Voltak ezenkívül vallásos tárgyú írásai is, amelyek kéziratban maradtak fenn.